# Lumbrineris januarii
Lumbrineris januarii är en ringmaskart som beskrevs av Grube 1878. Lumbrineris januarii ingår i släktet Lumbrineris och familjen Lumbrineridae. Inga underarter finns listade i Catalogue of Life.